# Енчо Тагаров
Енчо Антонов Тагаров е български актьор.

## Биография
Роден е в село Малка Кайнарджа, Силистренско на 30 септември 1904 г.
През 1929 г. завършва театралната школа в Народния театър. Работи в Народен театър „Иван Вазов“. В 1941 г. става актьор в българския Скопски народен театър.
Режисирал е около 40 постановки в Силистренския театър, Бургаския театър, в София и др.
Умира на 13 септември 1967 г. на 62 г. в София.

## Награди и отличия
- Заслужил артист.
- Орден „Кирил и Методий“ – I степен.

## Филмография
| Година | Филми и Сериали                        | Серии | Копродукции     | Роля           |
| ------ | -------------------------------------- | ----- | --------------- | -------------- |
| 1964   | Невероятна история                     |       |                 | бащата         |
| 1963   | Ивайло                                 |       |                 | боляринът Деян |
| 1958   | Любимец №13                            |       |                 | Рашо Чуков     |
| 1957   | Животът си тече тихо...                |       |                 |                |
| 1956   | Урокът на историята – („Урок истории“) |       | СССР / България | Йозеф Гьобелс  |
| 1956   | Две победи                             |       |                 | Хасан          |
| 1954   | Героите на Шипка – („Герои Шипки“)     |       | СССР / България | Осман паша     |
| 1952   | Под игото                              |       |                 |                |
| 1945   | Българи от старо време                 |       |                 | кадията        |
| 1939   | Настрадин Ходжа и Хитър Петър          |       |                 |                |